# Les Challenges Phosphatiers 2012
Die 2. Challenges Phosphatiers fanden vom 3. bis zum 5. April 2012 unter der Schirmherrschaft von König Mohammed VI. in den marokkanischen Provinzen Casablanca, Khouribga, Béni Mellal und Safi statt. Die Serie von drei Radsport-Eintagesrennen wurde vom königlichen marokkanischen Radsportverband (FRMC) organisiert und war Teil der UCI Africa Tour 2012, wo die einzelnen Rennen jeweils in die Kategorie 1.2 eingestuft waren. Die drei Wettbewerbe waren zusammengenommen 428 Kilometer lang.

## Teilnehmer
Das Teilnehmerfeld bestand aus 14 afrikanischen, amerikanischen, asiatischen und europäischen Mannschaften zu je sechs Fahrern.

## Challenge Khouribga
Das erste Rennen der Challenges Phosphatiers war die Challenge Khouribga am 3. April und wurde in Casablanca gestartet. Nach hügeligen 131 Kilometern erreichten die Fahrer die Ziellinie im Stadtzentrum von Khouribga. 

### Ergebnis
22 von 84 Fahrern erreichten das Ziel.
|    | Fahrer                       | Nation   | Team                                 | Zeit         | Punkte Africa Tour |
| -- | ---------------------------- | -------- | ------------------------------------ | ------------ | ------------------ |
| 1. | Tarik Chaoufi (¢ 45,09 km/h) | Marokko  | Nationalmannschaft Marokko           | 2:54:18 h    | 40                 |
| 2. | Soufiane Haddi               | Marokko  | Nationalmannschaft Marokko           | gleiche Zeit | 30                 |
| 3. | Ahmed Lhanafi                | Marokko  | Regionalauswahl Nord-Marokko         | gleiche Zeit | 16                 |
| 4. | Adil Jelloul                 | Marokko  | Nationalmannschaft Marokko           | + 0:26 min   | 12                 |
| 5. | Miyataka Shimizu             | Japan    | Bridgestone-Anchor                   | gleiche Zeit | 10                 |
| 6. | Azzedine Lagab               | Algerien | Groupement Sportif Pétrolier Algérie | gleiche Zeit | 8                  |
| 7. | Admane Aarbia                | Marokko  | Regionalauswahl Moulay Rachid        | gleiche Zeit | 6                  |
| 8. | Redouane Chabaane            | Algerien | Vélo Club SOVAC Algérie              | gleiche Zeit | 3                  |

## Challenge Youssoufia
Das zweite Rennen der Challenges Phosphatiers war die Challenge Youssoufia am 4. April. Auf dem Programm stand eine 110 Kilometer lange, hügelige Strecke mit Start und Ziel in Khouribga. Von dort ging es unter anderem auch durch die Orte Fquih Ben Saleh und Oued Zam bis nach Kasbet Tadla und von dort wieder zurück.

### Ergebnis
24 von 84 Fahrern erreichten das Ziel.
|    | Fahrer                           | Nation   | Team                                 | Zeit         | Punkte Africa Tour |
| -- | -------------------------------- | -------- | ------------------------------------ | ------------ | ------------------ |
| 1. | Mouhssine Lahsaïn (¢ 45,53 km/h) | Marokko  | Nationalmannschaft Marokko           | 2:24:58 h    | 40                 |
| 2. | Adil Jelloul                     | Marokko  | Nationalmannschaft Marokko           | + 0:02 min   | 30                 |
| 3. | Abdelbasset Hannachi             | Algerien | Groupement Sportif Pétrolier Algérie | gleiche Zeit | 30                 |
| 4. | Roman Broniš                     | Slowakei | Nationalmannschaft Slowakei          | + 0:03 min   | 12                 |
| 5. | Ibon Zugasti Arrese              | Spanien  | Start Cycling Team Atacama           | gleiche Zeit | 10                 |
| 6. | Tarik Chaoufi                    | Marokko  | Nationalmannschaft Marokko           | gleiche Zeit | 8                  |
| 7. | Abdelatif Saadoune               | Marokko  | Regionalauswahl Nord-Marokko         | gleiche Zeit | 6                  |
| 8. | Admane Aarbia                    | Marokko  | Regionalauswahl Moulay Rachid        | gleiche Zeit | 3                  |

## Challenge Ben Guerir
Das dritte und letzte Rennen der Challenges Phosphatiers war die Challenge Ben Guerir am 5. April. Gestartet wurde der Wettbewerb in Fquih Ben Saleh und führte über Souk Sebt, El-Kelâa M’Gouna und Sragnas über insgesamt 166 weitgehend flache Kilometer nach Ben Guerir.

### Ergebnis
47 von 84 Fahrern erreichten das Ziel.
|    | Fahrer                            | Nation      | Team                                 | Zeit         | Punkte Africa Tour |
| -- | --------------------------------- | ----------- | ------------------------------------ | ------------ | ------------------ |
| 1. | Abdellah Ben Youcef (¢ 35,9 km/h) | Algerien    | Groupement Sportif Pétrolier Algérie | 4:19:35 h    | 40                 |
| 2. | Michal Kolář                      | Slowakei    | Nationalmannschaft Slowakei          | gleiche Zeit | 30                 |
| 3. | Hayato Yoshida                    | Japan       | Bridgestone-Anchor                   | gleiche Zeit | 16                 |
| 4. | Mauricio Frazer                   | Argentinien | Start Cycling Team Atacama           | gleiche Zeit | 12                 |
| 5. | Admane Aarbia                     | Marokko     | Regionalauswahl Moulay Rachid        | gleiche Zeit | 10                 |
| 6. | Abdelatif Saadoune                | Marokko     | Regionalauswahl Nord-Marokko         | gleiche Zeit | 8                  |
| 7. | Mohammed Said El Ammoury          | Marokko     | Regionalauswahl Nord-Marokko         | gleiche Zeit | 6                  |
| 8. | Anass Ait El Abdia                | Marokko     | Regionalauswahl Moulay Rachid        | gleiche Zeit | 3                  |